# Sigua River
Sigua River är ett vattendrag i Guam (USA).   Det ligger i kommunen Yona på ön Guam, 6 km söder om huvudstaden Hagåtña. 
Sigua Rivers källor är nedanför berget Mount Alutom. I floden finns två större vattenfall. Det övre heter First Sigua Falls eller Upper Sigua Falls och det nedre heter Second Sigua Falls eller Sigua Falls. Sigua River mynnar ut i Pago River.
Genomsnittlig årsnederbörd är 2 405 millimeter. Den regnigaste månaden är september, med i genomsnitt 611 mm nederbörd, och den torraste är april, med 26 mm nederbörd.